# إلمر ماكاي
إلمر ماكاي هو محامي وسياسي كندي، ولد في 5 أغسطس 1936 في Hopewell, Nova Scotia ‏ في كندا. نشط حزبياً في الحزب الكندي التقدمي المحافظ. وقد انتخب عضو مجلس العموم الكندي.